# Ochsenkopf (Kitzbüheler Alpen)
Ochsenkopf är ett berg i Österrike.   Det ligger i distriktet Kitzbühel och förbundslandet Tyrolen, i den centrala delen av landet, 300 km väster om huvudstaden Wien. Toppen på Ochsenkopf är 2 469 meter över havet, eller 352 meter över den omgivande terrängen. Bredden vid basen är 7,3 km.
Terrängen runt Ochsenkopf är bergig söderut, men norrut är den kuperad. Närmaste större samhälle är Fügen, 19,0 km väster om Ochsenkopf. 
Trakten runt Ochsenkopf består i huvudsak av gräsmarker. Runt Ochsenkopf är det ganska glesbefolkat, med 34 invånare per kvadratkilometer.